# Currant (Nevada)
Currant es un área no incorporada ubicada en el condado de Nye en el estado estadounidense de Nevada.

## Geografía
Currant se encuentra ubicado en las coordenadas 38°44′28″N 115°28′44″O / 38.74111, -115.47889.